# Кловский монастырь
Кловский Стефанич монастырь, или Монастырь Богородицы Влахернской на Клове — православный мужской монастырь в Киеве, существовавший в XI—XIII веках.
Основателем Кловского монастыря стал бывший игумен Киево-Печерского монастыря Стефан Печерский. Две трети монастырей в киевский период, по мнению учёного-богослова Антона Карташёва, строились в домонгольский период боярами и князьями (исключение Киево-Печерский монастырь) как «дань подражания грекам» и «чтобы иметь собственных молитвенников за свою душу при жизни и смерти».

По тем же ктиторским побуждениям строили монастыри и богатые из монахов…. Стефан, преемник преподобного Феодосия по игуменству в Печерском монастыре, после того как был выжит оттуда недовольной братией, также устроил при помощи сочувствовавших ему бояр свой монастырь в Киеве, так называемый Кловский Влахернский или Стефанечь.

.
Будучи изгнанным печерской братией, он, тем не менее, пользовался поддержкой киевских бояр и основал в 1078 году в Клове недалеко от Печерского монастыря собственный монастырь, посвящённый чудотворной иконе Богородицы, хранившейся в константинопольском Влахернском монастыре. Вероятно, Стефан располагал копией данной иконы для Печерской церкви, которую игумен-изгнанник забрал с собой в новооснованную обитель.
Не позднее 1094 года Стефан Печерский заложил каменный собор, который был завершён в 1108 году. В 1096 году преимущественно деревянный монастырь был сожжён при набеге половцев под предводительством хана Боняка. В последующие годы шло его восстановление. В 1112 году в Кловском монастыре был похоронен владимиро-волынский князь Давид Игоревич, который предположительно опекал обитель при жизни. Кловский монастырь прекратил существование вследствие монгольского нашествия, но его руины сохранялись до XVIII века.
Фундаменты монастырской церкви были открыты в 1963 году в усадьбе школы № 77. Судя по фундаментам, она была близка по типу к Борисоглебской церкви в Вышгороде и повторяла традиции столичной константинопольской архитектуры. С трёх сторон храм окружали два ряда галерей — внутренние и внешние.